# 杜尚·塔迪奇
杜尚·塔迪奇（發音：[dǔʃan tǎdiːtɕ]；1988年11月20日—），是塞爾維亞足球運動員。在場上司職進攻中場或邊鋒。現效力於土超球隊費倫巴治。自2008年開始，他代表塞爾維亞國家足球隊參加比賽，當前為國家隊隊長。

## 俱樂部生涯

### 伏伊伏丁那
出道於伏伊伏丁那，塔迪奇於2006年簽下第一份職業合同。2006年11月26日一線隊首秀，並在2008年4月2日於聯賽首次為球隊進球。效力四年的期間表現穩定，並參與不少歐洲賽事。2009年8月6日，塔迪其在與奧地利維也納隊的歐聯盃資格賽中攻入一球，也是歐洲賽事首顆進球，但伏伊伏丁那仍以4:2敗給奧地利維也納隊。

### 格羅寧根
2010年，塔迪奇轉會至荷甲球隊格羅寧根。轉會費為123萬歐元。2010年8月8日，塔迪奇的荷甲首秀對手為阿贾克斯，塔迪奇於本場貢獻兩次助攻，協助球隊以2-2逼平阿姆斯特丹豪門。2010/11賽季，塔迪奇各項賽事上場41次，貢獻7進球22助攻，排名歐洲助攻榜第三，僅次於厄齊爾(26次)與梅西(25次)。

### 川迪
2012年，以770萬歐元轉會至川迪。在川迪的兩年裡，2012/13賽季以16顆進球位居球隊射手榜第二，2013/14賽季則以16顆進球成為川迪的頭號射手。

### 南安普頓
2014年7月8日，南安普頓以1,090萬歐元與塔迪奇簽下四年合約。2014年8月17日，為南安普頓首次上陣時貢獻1次助攻，但球隊仍以1-2敗給利物浦。9月23日，於聯賽盃攻入一顆點球，協助球隊擊敗阿森納。於聯賽的首次進球則是於10月18日，南安普頓以8比0大勝桑德蘭，塔迪奇於單場比賽貢獻1進球4助攻。
在重返荷甲加盟阿賈克斯後，塔迪奇向媒體揭露選擇離開南安普頓的原因除了球隊在取得佳績後陸續賣掉重要球員，以及英超裁判對球員的保護不夠，以至於塔迪奇經常在踢完比賽後需要腿部冰敷。

### 阿賈克斯
2018年夏天，以1,140萬歐元的轉會費加盟阿賈克斯。2019年夏天，在隊長馬菲斯·迪歷特離隊加盟尤文圖斯後，接任隊長。2021年3月11日，塔迪奇在歐洲聯賽十六強賽對陣伯爾尼年輕人的比賽中進球，幫助球隊以3-0獲勝。2023年2月19日，塔迪奇於荷甲對鹿特丹斯巴達的比賽中攻入兩球，包含一個點球，協助球隊在主場以4-0擊敗對手，於阿賈克斯各項賽事總進球數達到100球。

## 榮譽

### 俱樂部
阿贾克斯
- 荷甲冠軍：2018–19 、2020–21[8]，2021–22
- 荷蘭盃冠軍：2018–19、2020–21
- 克魯伊夫盾：2019

### 個人
- 塞爾維亞足球超級聯賽 Team of the Season：2009–10
- 荷蘭甲級足球聯賽 助攻王：2010–11、2013–14、2018–19(shared with 哈基姆·薛耶治)
- 荷蘭甲級足球聯賽 Team of the Year: 2013–14, 2018–19[9]
- 塞爾維亞足球先生：2016、2019[10]
- 欧洲冠军联赛 Squad of the Season：2018–19[11]
- 荷蘭甲級足球聯賽 神射手：2018–19 (shared with Luuk de Jong)[12]
- FIFA FIFPro World11 提名：2019 (15th midfielder)[13]
- 金球獎：2019 (第20位)[14]
- 荷蘭足球先生：2020–21

## 外部連結
- Soccerway資料庫：杜尚·塔迪奇
- Dušan Tadić （页面存档备份，存于） at reprezentacija.rs
- Voetbal International profile （页面存档备份，存于） （荷兰文）
- Dušan Tadić player profile （页面存档备份，存于） at Just-Football.com